# Catalina Sky Survey
Catalina Sky Survey je projekt namenjen odkrivanju kometov in asteroidov ter ostalih teles v vesoljskem prostoru, ki se nahajajo v bližini Zemlje. Prav tako je namenjen odkrivanju potencialno nevarnih asteroidov, tistih, ki bi lahko trčili v Zemljo.